# Dark Blood
Dark Blood è un film distribuito nel 2012 ma girato nel 1993, scritto da Jim Barton e diretto da George Sluizer.
All'epoca delle riprese non venne completato per la prematura scomparsa dell'allora ventitreenne River Phoenix, in seguito a un'overdose, per questo motivo la produzione decise di denunciare la madre dell'attore per 6 milioni di dollari per aver tenuto all'oscuro lo staff di tutti i problemi di droga del figlio. A lui si affiancavano Judy Davis, Jonathan Pryce e T. Dan Hopkins.

## Trama
Nel film, girato e quindi ambientato negli anni '90, River Phoenix ha interpretato un giovane vedovo di nome Boy che vive come un eremita in un sito di test nucleari, aspettando la fine del mondo mentre costruisce bambole che crede dotate di poteri magici. Boy, secondo la sceneggiatura, finisce con l'aiutare una coppia (interpretata da Jonathan Pryce e Judy Davis) quando la loro macchina ha un guasto mentre stanno attraversando il deserto, nel Nuovo Messico, tenendoli poi prigionieri perché desidera creare un mondo migliore con la donna.

## Distribuzione
Nel 2012, il regista ha lanciato un'iniziativa di crowdfunding per finanziare la post-produzione del film. La famiglia di Phoenix ha deciso di non supportare l'operazione, ma Sluizer è riuscito ugualmente a terminare il film e a presentarlo prima al Netherlands Film Festival e poi al Festival di Berlino e al Miami Film Festival.
Di fronte ad un totale disinteresse dei distributori, Sluizer ha deciso di pubblicare il film su YouTube. Prima del film è possibile assistere all'introduzione dello stesso Sluizer.